# Naissance en 888
Naissance
- 884
- 885
- 886
- 887
- 888
- 889
- 890
- 891
- 892

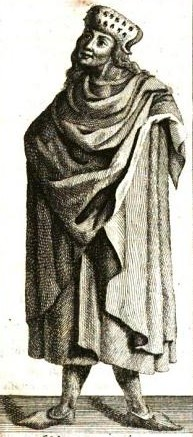
Vratislav Ier de Bohême, né en 888.

Cette page dresse une liste de personnalités nées au cours de  l'année 888 :
- 20 octobre : Zhu Youzhen, empereur des Liang postérieurs.

- Liu Xu, écrivain et historien chinois, auteur de l'Ancien livre des Tang.
- Vratislav Ier de Bohême, duc de Bohême.

date incertaine (vers 888)
- Ælfwynn, fille de Æthelred et Æthelflæd, dame des Merciens.
- Zhu Yougui (en), empereur des Liang postérieurs.

## Crédit d'auteurs
- Cet article est partiellement ou en totalité issu de l'article intitulé « 888 » (voir la liste des auteurs).